# Tomoyuki Hirase
Tomoyuki Hirase (jap. 平瀬智行 Hirase Tomoyuki; ur. 23 maja 1977 w prefekturze Kagoshima) – japoński piłkarz, reprezentant kraju.

## Kariera klubowa
Od 1996 do 2010 roku występował w klubach: Kashima Antlers, CFZ, Yokohama F. Marinos, Vissel Kobe, Vegalta Sendai.

## Kariera reprezentacyjna
Karierę reprezentacyjną rozpoczął w 2000 roku. W sumie w reprezentacji wystąpił w 2 spotkaniach. Został powołany do kadry na Igrzyska Olimpijskie w 2000 roku.

## Statystyki
| Reprezentacja Japonii | Reprezentacja Japonii | Reprezentacja Japonii |
| Rok                   | Mecze                 | Gole                  |
| --------------------- | --------------------- | --------------------- |
| 2000                  | 2                     | 0                     |
| Razem                 | 2                     | 0                     |

## Osiągnięcia
- J-League: 1996, 2000, 2001
- Puchar Cesarza: 1997, 2000
- Puchar J-League: 1997